# *þeudiskaz
*þeudiskaz [ˈθeu̯ðis̠kɑz̠] (*þeudō urgermanisch für „Volk, Gruppe“, *-iskaz Adjektiv-bildendes Suffix, wörtlich: „volklich“ bzw. „zum Volk gehörig“) ist ein rekonstruiertes urgermanisches Wort, aus dem unter anderem das Wort deutsch hervorgegangen ist. Ursprünglich bedeutete *þeudiskaz, in seiner nordwestgermanischen Form *þeudisk, die bis zum 11. Jahrhundert ausschließlich in lateinischen Texten als theodiscus überliefert wurde, „volkstümlich“ oder „nicht-Latein“. Im Laufe der Zeit entwickelte sich daraus die Bedeutung „(west)germanisch“. Die spätere Begriffsentwicklung führte zur Herausbildung mehrerer moderner Morpheme, darunter das deutsche Endonym „Deutsch“, die niederländischen Wörter Duits und Diets, das englische Wort Dutch sowie zahlreiche weitere historische und zeitgenössische Formen in unterschiedlichen Sprachen.
Der entsprechende urgermanische Gegenbegriff war *walhaz („fremd“ oder „Fremder“).

## Etymologie
Wolfgang Haubrichs geht aufgrund der Lautform von *þeudisk- davon aus, dass das Wort theodiscus (und eine Vielzahl an Varianten wie theud/t-, teud/t-, teod/t-, thiud/t- und diut-) spätestens im 7. Jahrhundert ins Lateinische übernommen wurde. Es ist nicht klar, ob diese Wortentlehnung nördlich oder südlich der Alpen erfolgte. Nach den beiden am häufigsten vertretenen Hypothesen handelt es sich entweder um ein allgemeines germanisches Wort, das an verschiedenen Orten entlehnt wurde, oder um ein Wort, das erstmals im Kontext der lateinisch-germanischen Sprachlandschaft in Norditalien übernommen wurde. Unabhängig von seinem genauen geografischen Ursprung ist die Form, in der es in erhaltenen lateinischen Texten erscheint, altwestfränkisch, die eigentliche Wortgeschichte von theodiscus beginnt erst mit der Rezeption durch die karolingischen gebildeten Schriftsteller und der durch sie begonnenen Verbreitung.
Es ist in diesem Zusammenhang unklar, ob theodiscus die lateinische Transkription eines einheimischen germanischen Begriffs war oder ob es als germanisch basierter Neologismus in der frühmittelalterlichen karolingischen Kanzlei entstand. Beide Hypothesen gehen davon aus, dass die Grundlage des Wortes theodiscus das altfränkische oder gemeinwestgermanische *þeodisk ist, das letztlich vom urgermanischen Wort *þeudō abstammt und „Volk, Gruppe, Menge“ bedeutet. Die erschlossene indogermanische Wurzel *teuta trug die Bedeutung „Volk, Leute“. Derzeit vertritt die Mehrheit der Wissenschaftler die Ansicht, dass *þeudō im frühen Mittelalter das Bedeutungsspektrum vom Lateinischen populus („Volk“, gens oder anderweitige öffentlich, oft rechtlich, handelnde Menschengruppen) übernommen hat und später, als theodiscus, in das mittelalterliche Latein aufgenommen wurde.
Eine kleinere Gruppe von Wissenschaftlern vertritt die These, dass die Wurzeln von theodiscus zwar letztlich germanischen Ursprungs seien, es sich jedoch um eine wörtliche Übersetzung eines bereits existierenden lateinischen Begriffs handele. Diese Forscher behaupten, dass Adjektive mit dem Suffix „-isk“ hauptsächlich mit dem Bereich theologischer Wissenschaft und der christlichen Mission verbunden sind. Im Fall der frühesten bezeugten germanischen Form von *þeudiskaz, dem gotischen Wort þiudiskō, besteht Einigkeit darüber, dass diese Adjektivform wissenschaftlichen Ursprungs ist, als Äquivalent zum bibelgriechischen Wort „ethnikós“ (ἐθνικός), beide mit der Bedeutung „heidnisch“ oder „nichtjüdisch“. Zusammen mit der Tatsache, dass ein volkssprachliches *þeodisk in den Quellen der Zeit nicht bezeugt ist und erst um das Jahr 1000 in der althochdeutschen Gestalt diutisk aufgeschrieben wurde, führte dies bei den Vertretern dieser These zu der Schlussfolgerung, dass das Wort als Kunstwort entstand und erst viel später in der germanischen Volkssprache gebräuchlich wurde. So glaubte Eugen Lerch, dass das künstliche lateinische Wort theodiscus sich nach 786 habe durchsetzen können, während das ebenso künstliche volkssprachliche Analogon zunächst scheiterte und sich erst später zu einem gebräuchlichen Begriff entwickelte.
Eine Form von *þeudō wurde nach der Wende vom 9. zum 10. Jahrhundert sowohl ins Altkirchenslawische als auch ins Ungarische mit der Bedeutung „(fremdes) Volk“ entlehnt. So werden diejenigen Slawen, die keinen Sondernamen entwickelt haben (das heißt Slowenen und Slowaken) im Ungarischen tót (plural tótok) genannt.

## Wortgeschichte

### Frühe und allgemeine semantische Entwicklung
Zwischen dem späten 8. und 11. Jahrhundert ist das lateinische Wort theodiscus in rund 50 offiziellen Texten belegt. Die Bezeichnung war, von der Zeit der Karolinger bis in die Neuzeit, kein ethnischer Volksname. Stattdessen wurde sie als übergreifender Sprachname verwendet, der als adjektivische Bezeichnung die Dialekte der kontinentalgermanischen Stämme umfasste und eine sprachliche Gemeinsamkeit gegenüber dem Lateinischen sowie den romanischen, slawischen und nordgermanischen Sprachen ausdrückte. Die Bezeichnung war unabhängig von der Unterscheidung zwischen Hochdeutsch, Niederdeutsch und Niederländisch sowie von politischen Gegebenheiten, die oft nicht mit den sprachgeografischen Gegebenheiten übereinstimmten.
In der frühesten Zeit, ist die Bedeutung des Adjektivs durchweg auf die Volkssprache im Kontrast zum Lateinischen und zu den romanischen Volkssprachen bezogen. Die kontrastierende lingua Theodisca bezog sich hier nicht auf ein einziges Volk, sondern auf alle Völker, deren Sprachen man heute als „germanisch“ bezeichnen würde. In mehreren frühen Quellen beschränkte sich der Begriff noch nicht auf die in der karolingischen Welt bekannten kontinentalen westgermanischen Stämme, wie den Franken, Thüringern, Baiern, Langobarden, Sachsen und Friesen, sondern konnte auch die Angelsachsen, Goten und Normannen umfassen. Die früheste bekannte Erwähnung des Begriffs theodiscus ist in einem Brief des päpstlichen Nuntius Georg von Ostia an Papst Hadrian I. über eine Synode zu finden, die 786 in England stattgefunden hatte. In dem Brief teilt er mit, dass in einer Synode unter König Offa von Mercia die Konzilsbeschlüsse tam latine quam theodisce („auf Latein wie auch in der Volkssprache“, wörtlich „sowohl lateinisch als auch volkssprachlich“) mitgeteilt wurden, „damit alle es hätten verstehen können“ (quo omnes intellegere potuissent). Im Zuge der sich anbahnenden Christianisierung von Normannen entdeckten karolingische Gelehrte die Sprachverwandtschaft der bereits christlichen Franken mit den Skandinaviern und sprachen in diesem Zusammenhang von den nationes theodicae. In der drittältesten Bezeugung des Begriffs, aus dem Jahr 801, schreibt Karl der Große dem Papst, dass die Langobarden das Wort „was wir in unserer germanischen Sprache herizlis (Fahnenflucht) nennen“ (quod nos teudisca lingua dicimus „herisliz“ fecerit) verstehen werden. Dies ist der erste bekannte Nachweis, dass sich theodiscus ausdrücklich auf eine germanische Sprache bezieht und nicht auf „nicht-lateinisch“ oder „volkssprachlich“.
Die semantische Entwicklung von theodiscus innerhalb der westgermanischen Sprachen ist eng mit dem germanischen Begriff *walhisk (eine germanische Bezeichnung für Römer und romanisierte Kelten) und *winidisk, was sich auf slawische Völker bezog, verbunden. Von großer Bedeutung für die Entwicklung von theodiscus als Antonym zu „romanisch“ sind die Entwicklungen im Westfrankenreich. Die Franken nannten ihre Sprache anfangs frenkisk, die ihrer romanischen Nachbarn *walhisk (vlg. neuniederländisch Waal „Wallone“ und mittelniederländisch walen „unverständlich reden, plappern“). Als aber später der politische und der sprachliche Begriff „fränkisch“ sich nicht mehr deckten, seit sich auch die Romanen als „Franken“ bezeichneten (vgl. französisch France, français „Frankreich, Franzose“), setzte sich im zweisprachigen Westfrankenreich das Wort *þeudisk / theodiscus für den sprachlichen Gegensatz zu *walhisk durch. Da im Ostfränkischen Reich kein Anlass für einen Bezeichnungswandel bestand, stellte sich dieser hier, vielleicht nach westfränkischem Vorbild, erst später ein. Im Laufe der nächsten Jahrhunderte wandelte sich allmählich die Bedeutung von ‚volkssprachlich‘ über ‚(nicht-)germanisch‘ zu den Sprachen der germanischen Stämme des Ottonenreiches, das heißt Deutsch, Plattdeutsch und Niederländisch.
Im Mittelalter und in der Frühen Neuzeit gab es in dem heutigen deutschen und niederländischen Sprachgebiet keine standardsprachlichen Einheitsareale, sondern ein Kontinuum kontinentalwestgermanischer Dia- und Regiolekte, das die ineinanderfließenden Teilkomplexe des Deutschen, Niederländischen und Niederdeutschen umfasste und mit der gemeinsamen Selbstbezeichnung diutesch, duutsch (später diphthongiert: duytsch), dietsch und düdesch belegt wurde. Bei diesen Termini handelt es sich nicht um Einzelbenennungen für das Deutsche, Niederländische und Niederdeutsche, sondern lediglich um regionale Lautvarianten ohne Bedeutungsunterschied, die sich alle auf ein gemeinsames, intern stark differenziertes Diasystem bezogen. Dieses historische Kontinuum wird von der Sprachforschung manchmal als Theodisk bezeichnet. Die wahrgenommene Binnendifferenzierung wurde ab dem Hochmittelalter durch Präfixe wie hoch- und ober- bzw. ned(d)er- oder durch entsprechende Adjektive wie oberländisch und ned(d)erländisch zum Ausdruck gebracht. Die deutschen Varietäten wurden mit den Komposita hochdeutsch und oberlendisch (deutsch) bezeichnet, die niederländischen mit nederlandsch (duytsch) und nederduytsch, und für die niederdeutschen waren die Termini nedderlendisch (düdesch), nedderdüdesch, neddersassesch und sassesch düdesch gebräuchlich. Während das kontinentalwestgermanische Dialektkontinuum heute in Teilen noch erhalten ist, verschwand das Theodisk als eigenständiges Diasystem im Laufe der Frühen Neuzeit. Seine Bestandteile durchliefen eine separate Vertikalisierung, sodass sich aus dem Kontinuum jene beiden deutlich unterscheidbaren Varietäten herausbildeten, die heute in Deutschland, Österreich und der Schweiz einerseits sowie in den Niederlanden und Nordbelgien andererseits als „Leitvarietäten“ fungieren und mit den vereinfachten Begriffen „Deutsch“ und „Niederländisch“ bezeichnet werden. Diese Bezeichnungen nahmen Teile der älteren Terminologie auf: So wird „deutsch“ für die Varietäten verwendet, die auf dem Gebiet Deutschlands, Österreichs und der Schweiz gesprochen werden (einschließlich des Niederdeutschen im Norden Deutschlands), während „-lands“ sich auf die Varietäten außerhalb dieses Gebietes spezialisierte. Eine solche klare Aufteilung zur Bezeichnung moderner Einzelsprachen existierte jedoch bis weit in die Neuzeit hinein nicht, und ebenso gut hätten sich alternative Begriffe wie z. B. Oberländisch (für „Deutsch“) und Duits (für „Niederländisch“) durchsetzen können. Die englische Bezeichnung „Dutch“ (‚Niederländisch‘, im Gegensatz zu „German“ für ‚Deutsch‘) erinnert bis heute an die ursprüngliche Flexibilität und Offenheit der Terminologie.
Nach dem 15. Jahrhundert macht das Sprachbewusstsein einen großen Sprung dank des beginnenden Prozesses der Standardisierung. Maßgeblich daran beteiligt sind humanistische Linguisten, die Grammatiken und Orthographien veröffentlichen. Die ersten drei vollständigen deutschen Grammatiken wurden in lateinischer Sprache aufgefasst. Erst im 17. Jahrhundert schrieb man deutsche Grammatiken auf Deutsch und erst 1663 publizierte Schottelius, nach niederländischem Vorbild, eine umfassende Beschreibung des Deutschen. Auch die niederländische Schriftsprache wurde seit der Mitte des 16. Jahrhunderts grammatisch beschrieben: 1550 erschien die erste Orthographie, 1584 die erste Grammatik. Gleichzeitig vergrößerte sich der relative Abstand zwischen Niederländisch und Deutsch, weil die niederdeutschen Schreibdialekte verschwanden und das Hochdeutsche sich auch im niederdeutschen Bereich als Schriftsprache durchsetzte. Im 17. Jahrhundert war entschieden, dass es im Bereich der kontinentalwestgermanischen Dialekte zwei ausgeprägte Schriftsprachen geben würde: das (Hoch-)Deutsche und das Niederländische.

### Spezifische Entwicklung nach Sprachgebiet

#### Im Deutschen (Deutsch)
In einer althochdeutschen Form (diutisk, bzw. diutsch oder tiutsch) lässt theodiscus sich zuerst in den Schriften Notkers belegen und im kurz darauf folgenden Annolied aus dem 11. Jahrhundert. Das in Siegburg gefertigte Annolied bezeichnet als diutischi liuti (deutsche Leute) die Stämme der Schwaben, Sachsen, Franken, Baiern und Thüringer.
Im frühen Mittelalter gab es theodiscus noch nicht in einer eingeschränkten Sinne, das heißt, als Bezeichnung eines sich aus den selbständigen, wenn auch verwandten Sprachen der Baiern, Alamannen, Thüringer, Franken und Sachsen entwickelnden Sprachsystems. Auch im hohen Mittelalter wird mit diutsch und seinen Varianten nur sprachliche Gemeinsamkeit, keine sprachliche Einheit zum Ausdruck gebracht: Es wird zur Unterscheidung der eigenen Sprache von fremden Sprachen verwendet. Untereinander bezeichnen die Autoren ihre Sprache nicht als ‚deutsch‘, sondern als ‚fränkisch‘, ‚bairisch‘ usw. So verfasste Otfrid von Weißenburg († 875), der erste namentlich bekannte althochdeutsche Autor, sein Evangelienbuch nicht auf ‚deutsch‘, sondern in frenkisga zungun. Ein Beispiel aus dem frühen 14. Jahrhundert ist Hugo von Trimberg, der in seinem Roman Der Renner ‚Deutsch‘ nur im Gegensatz zu anderen, fremden Sprachen kennt, nicht dort, wo er die Unterschiedlichkeit der Einzeldialekte hervorhebt.
Die Entwicklung des Buchdrucks um 1450 liefert wichtige Impulse für die Normung und Einschränkung des künftigen Deutsch. Die Kunst des Druckens trägt zwar in der Anfangszeit nicht unmittelbar zur Verbreitung deutschsprachiger Literatur bei, weil gedruckte Bücher zunächst sehr teuer sind und zudem mehr als 90 % aller Drucke lateinisch bleiben. Bis zum Ende des 15. Jahrhunderts entstehen aber im deutschsprachigen Gebiet mehr als sechzig Druckereien, die aus Gründen des großflächigen Absatzes keine kleinräumigen Dialekte, sondern überregionale Ausgleichssprachen (sogenannte Druckersprachen) verwenden. Mit der Ausweitung der hochdeutschen Druckersprachen setzte auch eine semantische Entwicklung ein, bei der das weiter gefasste „Deutsch“ langsam mit dem spezifischeren „Hochdeutsch“ gleichgesetzt wurde. Mit „Hochdeutsch“ (auch „Gemeindeutsch“) war zunehmend nicht mehr eine regionale Sprachform gemeint, sondern die Standardsprache.
Im Laufe der Neuzeit haben sich zur ursprünglichen, schmaleren Bedeutungsdimension des Wortes „deutsch“ zwei neue Ebenen hinzugefügt. Das Adjektiv „deutsch“ bewegt sich zwischen einer relationalen und einer qualitativen Bedeutung und gewinnt dabei zunehmend an emotionalem Gehalt. Das zuvor rein relationale Adjektiv deutsch, das vor allem Zugehörigkeit zu Sprache, Land und Volk ausdrückte, erhielt nun eine qualitative Dimension. In der frühen Neuzeit war diese erweiterte Bedeutung von deutsch neu, setzte sich jedoch schnell durch. Emotionale Begriffe und metaphorische Körperteilbezeichnungen wurden vermehrt mit dem Adjektiv deutsch versehen: So sprach Fischart (um 1546–1590) von der deutschen Treue, Weckherlin (1584–1653) von der alten deutschen Treue, Caspar Stieler (1632–1707) vom guten teutschen Glauben, Liselotte von der Pfalz (1652–1722) vom dankbaren deutschen Gemüt und aufrichtigen deutschen Sinn, sowie einem teutschen Herz. Bereits Ulrich von Hutten (1488–1533) erwähnte teutsches Blut, und Schiller (1759–1805) schließlich deutsche Knochen. Gleichzeitig entfaltet der Begriff „deutsch“ eine eigene, positiv besetzte Qualität, die andere Eigenschaften in sich vereint und es ermöglicht, abstrakte Begriffe wie „Deutschheit“ oder „Deutschtum“ zu formen. Die philologische Gleichsetzung von „germanisch“ und „deutsch“ ist vor dem Hintergrund dieser Bedeutungsentwicklung des Ethnonyms „deutsch“ zu betrachten. Sie ergibt sich aus der Lektüre und Interpretation der wiederentdeckten ‚Germania‘ des Tacitus. Wörterbücher und Grammatiken des 16. Jahrhunderts tragen ebenfalls zur Verknüpfung von „lingua germanica“ und „deutscher Sprache“ bei. So übersetzt etwa Josua Maaler in seinem Werk „Die teütsch spraach“ von 1561 „Teutscher“ mit „Germanus“ und „Teutonicus“ ins Lateinische. Diese Gleichsetzung findet im 17. und 18. Jahrhundert unter Intellektuellen und in gebildeten Kreisen breite Akzeptanz und wird schließlich zu einer ideologischen Waffe und einem Symbol nationalen Stolzes in den Kriegen gegen Napoleon.
Nach dem Preußisch-Österreichischen Krieg und insbesondere nach der Gründung des Deutschen Reiches im Jahr 1871 kam es zu einer tiefgreifenden semantischen Verschiebung der Bedeutung von „deutsch“, bei der das Wort zunehmend mit dem neu gegründeten deutschen Nationalstaat und einer preußisch geführten deutschen Identität in Verbindung gebracht wurde. Dies führte beispielsweise dazu, dass der österreichische Dichter Franz Grillparzer 1867 erklärte: „Als Deutscher ward ich geboren, bin ich noch einer? Nur was ich Deutsches geschrieben, das nimmt mir keiner.“ In ähnlicher Weise prägten bestimmte deutschsprachige Gruppen, wie die Pennsylvania Dutch und Rumäniendeutsche, die das heutige Deutschland lange vor dem Aufkommen des deutschen Nationalismus und der Reichsgründung verlassen hatten, den Begriff „Deutschländer“ (Pennsylvaniadeutsch: Deitschlenner) für die Bewohner des neu gegründeten Deutschlands, nannten sich aber weiterhin „Deutsche“ (Deitsche).

#### Im Englischen (Dutch)
Die altenglische Form von theodiscus ist þēodisc. In einer altenglischen Übersetzung von Der Trost der Philosophie von Boethius aus dem 9./10. Jahrhundert bedeutet das Wort einfach „Sprache“, aber im Allgemeinen läuft im späten 9. Jahrhundert ein Kontrastierungsprozess im Altenglischen ab, wobei kontinentale theodiske Gruppen von den Angelsachsen getrennt werden. Das Wort war im Frühmittelenglischen noch als thedisch präsent, verschwand jedoch anschließend, bis es im 14. Jahrhundert wieder auftauchte, als „Duche“, ein Lehnwort aus dem Mittelniederländischen, in die Sprache Eingang fand.
Im Mittelenglischen wurde „duche“ (bzw. „Dutch“) für Personen benutzt, deren Sprachen heute als niederländisch oder deutsch eingeordnet würden. An erster Stelle war „duche“, abgeleitet vom mittelniederländischen Wort „duutsc(h)“, weitaus synonym mit „flämisch“, eine mittelalterliche Synekdoche für die Sprachvarietäten der Niederlande. Hauptgründe dieser verstärkten sprachlichen und geografischen Assoziation mit den Niederlanden waren die engen wirtschaftlichen Beziehungen (u. a. Wollhandel), die Anwesenheit zahlreicher niederländischer Händler in England und die geografische Nähe der niederländischsprachigen Städte. Im 15. Jahrhundert kamen 85 % der „duche“ Händler aus den Niederlanden, nur 15 % kamen aus den übrigen Gebieten des Heiligen Römischen Reiches, dem Baltikum, Skandinavien, Frankreich oder Italien. In London, dem wichtigsten Kultur- und Handelszentrum Englands, bildeten niederländische Einwanderer 1437 sogar 90 % der gesamten ausländischen Bevölkerung. Trotzdem wurde der Begriff „duche“ (oder „doche“) während des gesamten Mittelalters üblicherweise auch für die mittelniederdeutsche Sprache und die hochdeutschen Varietäten benutzt. Neben „duche“ gab es alternative Benennungen wie „Hansarde“ und „Easterling“ für die Einwohner Norddeutschlands und des Ostseegebiets sowie „Almain“ (oder „Almayne“) zunächst für die Angehörigen des Heiligen Römischen Reiches im Allgemeinen. Im 17. Jahrhundert wurde „Almain“ durch „German“, das anfangs neben der Bedeutung „deutsch“ auch in einem sehr weiten Sinne (bzw. „germanisch“) benutzt wurde, ersetzt. Gleichzeitig wurde der schon im Mittelalter angefangene Prozess der Bedeutungsverengung von „Dutch“ abgeschlossen und nun auch begonnen, systematisch zwischen Dutch („niederländisch“) und German („deutsch“) zu unterscheiden.
Im amerikanischen Englisch blieb „Dutch“ wegen der großen Zahl der Einwanderer aus deutschsprachigen Gebieten in den Vereinigten Staaten im populären Diskurs länger zweideutig als in Europa. Im Fall der Pennsylvania Dutch ist unklar, ob „Dutch“ eine Anglisierung der pennsylvaniadeutschen Eigenbezeichnung „deitsch“ (bzw. deutsch) ist oder eine geografisch beschränkte Fortsetzung einer früheren Bedeutung betrifft.
Aufgrund der Englisch-Niederländischen Seekriege wurde das Wort „Dutch“ im Englischen auch in abwertender Weise verwendet, was zu einer Vielzahl von Redewendungen führte. Beispiele hierfür sind „Dutch Uncle“ (eine Person, die strenge Kritik übt), „Dutch Courage“ (antrunkener Mut), „Dutch-bottomed“ (leer), „Dutch nightingale“ (ein Frosch), „Double Dutch“ (Kauderwelsch), „Dutch comfort“ (Trost, der daher rührt, dass eine Situation nicht noch schlimmer ist), „Dutch widow“ (eine Prostituierte) und „Dutch treat“ (ein Treffen, bei dem jeder für sich selbst zahlt).

#### Im Niederländischen (Diets, Duits)
Die früheste (mittel)niederländische Formen von „theodiscus“ (dietsc und duutsc) werden im 12. Jahrhundert erwähnt, altniederländische Rekonstruktionen lauten *thiudisk und *theodisk.
Bis zum Ende des 15. Jahrhunderts waren die mittelniederländischen Bezeichnungen Dietsc(h) (südwestliche Variante) und Duutsc(h) (nordöstliche Variante), das spätere frühneuniederländische Duytsch und Vlaems (flämisch) die einzigen Namen, die im Niederländischen für die niederländische Sprache verwendet wurden. Mit Ausnahme von Vlaems hatten alle diese Begriffe eine sekundäre Bedeutung, die sich auf die größere Gruppe der deutschen, niederländischen und niederdeutschen Dialekte bezog. Nach dem 15. Jahrhundert kamen zwei Bezeichnungen hinzu: Nederduytsch, das erstmals 1457 vorkam, und Nederlandsch, das erstmals 1482 verwendet wurde. Die chronologisch gestaffelte Präferenz für die drei Termini in den Ländern des ehemaligen Burgundischen Kreises wurde umfassend untersucht, erstmals 1909 durch Willem de Vreese und später durch Frans Claes. Die Ergebnisse beider Forscher zeigen, dass bis 1550 dietsc/duutsch (oder bereits diphthongisiert duytsch) unbestritten die führende Form war, während ab 1480 auch Nederlands zunehmend in Gebrauch kam. Ab 1450 tritt Nederduits auf, das zwischen 1650 und 1850 vorherrschend war. Bis im 16. Jahrhundert wurden diese Bezeichnungen synonym verwendet:

“Het boeck der Psalmen uyt der Hebreisscher sprake in nederduytschen dichte […] overgeset. Mitgaders de heylige schriftuerlicke lofsangen uyt den ouden ende nieuwen Testamente by
een getogen, ende oock in nederlantschen dichte […] mit elck sijnen text van woirde te woirde daer tegen ouer, int duytsche gestelt, doir Philips van Marnix.”

„Das Buch der Psalmen aus der hebräischen Sprache in niederländische (nederduytschen) Verse […] übersetzt. Ebenso die heiligen biblischen Lobgesänge aus dem Alten und Neuen Testament zusammengestellt und auch in niederländische (nederlantschen) Verse […] mit jeweils dem dazugehörigen Text Wort für Wort gegenübergestellt, ins Niederländische (duytsche) übertragen, von Philips van Marnix.“

Im Jahr 1584 wurde das erste vollständige Grammatikbuch der niederländischen Sprache (Twe-spraack) veröffentlicht. Diese einflussreiche Grammatik verwendet eine strenge Terminologie: für den Autor sind „Nederduytsch“, „Nederlandsch“ und „Duytsch“ die Bezeichnungen für das Niederländische. Davon wird „Duytsch“ im sekundären Sinne verwendet und bedeutet dann „germanisch“, eine Praxis, die der Autor Becanus zuschreibt. Die deutsche Sprache wird ausschließlich und konsequent als „Hóóghduytsch“ bezeichnet. Mit Ausnahme einer kurzen Wiederbelebung zu Beginn des 17. Jahrhunderts wurde auch „Nederlandsch“ ab Ende des 16. Jahrhunderts von „Nederduytsch“ überschattet. Dazu trugen nicht nur die Veröffentlichungen verschiedener Linguisten bei, sondern auch die Staatskirche der Republik der Vereinigten Niederlande. Dieser Kirchenverband, in ihrer Gründungsurkunde als Sammlung „der verstreuten niederländischen Kirchen, unter dem Kreuz, in Deutschland und Ostfriesland“ beschrieben, wurde 1571 auf der Emder Synode von niederländischen Flüchtlingsgemeinden gegründet und nahm den Namen „Nederduytsch Reformierten Kirche“ an. Nach dem 16. Jahrhundert, besonders ab 1600, ist ein deutlicher Rückgang der Verwendung von Duytsch zu verzeichnen. Die erhaltene Nebenbedeutung von „Duytsch“ und die zunehmende Konvergenz von „Hochdeutsch“ und „Deutsch“ im angrenzenden deutschen Sprachraum führten dazu, dass sich „Duytsch“ ab dem 17. Jahrhundert nicht mehr auf Niederländisch, sondern auf die deutsche Sprache bezog.
Um 1800 befürworteten mehrere Veröffentlichungen eine Vorrangstellung von „Niederländisch“ gegenüber „Nederduytsch“. Diese Diskussion veranlasste der belgische Linguist Jan Frans Willems im Jahr 1819, seine Wahl für Nederduytsch wie folgt zu begründen:

“Die Sprache, von der wir sprechen, wird allgemein Nederduytsch genannt. Einige Autoren (…) möchten jedoch, dass sie Niederländisch genannt wird, da es sich um die Volkssprache jener Länder handelt, die seit jeher als Niederlande bekannt sind. Das Wort Nederduytsch, so sagen sie, enthält als Pendant zum Hochdeutschen zwei Dialekte: das Niederländische und das Niedersächsische, die sich beide ebenso stark voneinander unterscheiden wie vom Hochdeutsch. Dieser Meinung wäre ich gerne gefolgt, wenn der Name Niederländisch allgemeiner akzeptiert worden wäre, als er es bisher ist. Ein durch die Tradition bereits legitimiertes Wort kann nicht einfach durch ein anderes ersetzt werden. Deshalb räumt das königliche Institut (…) Nederduytsch weiterhin den Vorrang ein, wie auch aus jüngsten Veröffentlichungen hervorgeht. Würde das nachgestellte Suffix des Wortes Nieder-ländisch nicht auch zu einer seltsamen Konstruktion für eine Sprache führen? Aus Deutschland, England, Russland, Irland gelangt man leicht zu einer deutschen, englischen, russischen und irischen Sprache, nicht jedoch zu einer deutschländischen, englischländischen usw. Wie dem auch sei, in den ältesten Schriften, die wir in unserer Muttersprache kennen, heißt es immer Dietsch, Duutsch oder Duytsch.”

Allerdings räumt Willems auch ein, dass die Begriffe „Niederländisch“ und „Nederduytsch“ in Fremdsprachen nicht immer klar sind. Beispielsweise stellt er fest, dass die Franzosen nicht die wörtliche Übersetzung von „Nederduytsch“ (Bas-Allemand) für das Niederländische verwenden, sondern für „ein am Niederrhein, in Westfalen und den umliegenden Gebieten gesprochenes Patois, das von den Deutschen „Plattdeutsch“ genannt wird.“
Obwohl „Nederduytsch“ bis etwa 1850 das gebräuchlichste Wort blieb, gewann „Nederlandsch“ im 19. Jahrhundert schnell an Boden. Vor allem dank der Sprachpolitik Wilhelms I., der mit „Nederlandsch“ den Zusammenhalt und Einheit des neu gegründeten Vereinigten Königreichs der Niederlande (1815–1830) zu stärken versuchte, unter anderem durch die oben genannten Nederduytsch Reformierten Kirche in Niederländisch-reformierte Kirche umzubenennen, spielte dabei eine große Rolle. Nach der Belgischen Revolution von 1830 nimmt die Verwendung von „Nederlands“ im neu gegründeten Königreich der (nördlichen) Niederlande noch stärker zu, während es sich in Belgien, teils aufgrund antiholländischer Ressentiments, bis zum Beginn des 20. Jahrhunderts durchsetzen konnte. Schließlich wurde Nederduits zugunsten des heute dominierenden Nederlands endgültig aufgegeben.
Im heutigen Niederländisch wird Nederduits ausschließlich innerhalb der Sprachwissenschaft verwendet und wurde, in diesem Sinne, dem deutschen „Niederdeutsch“ entlehnt. Im niederländischen Sprachgebrauch wird Nederduits als Synonym für „Niedersächsisch“ verwendet, während „Niedersächsisch“ im Deutschen hauptsächlich für die westlichen Dialekte des Niederdeutschen verwendet wird.
Das Wort Diets wird seit dem 19. Jahrhundert wieder verwendet, einerseits als poetische Bezeichnung für das Mittelniederländische und andererseits innerhalb nationalistischer Bewegungen, wie zum Beispiel die Aldietse Beweging und der Verbond van Dietsche Nationaalsolidaristen (Verdinaso), wo es häufig im großniederländischen Kontext verwendet wird.

#### Im Italienischen (tedesco)
Die frühesten italienischen Quellen zeigen deutlich, dass „theodisca“, wie auch anderswo in Westeuropa, anfangs ausschließlich auf die Sprache bezogen war und zunächst keine weiteren ethnischen Bedeutungen trug. So werden die germanischsprachigen Langobarden in einer Urkunde aus dem Jahr 788 noch der „theodisca lingua“ zugeordnet, während sie 845, nach ihrer weitreichenden Romanisierung und dem Verlust ihrer Sprache, im Gegensatz zu den „Teutisci“ (Teutonen bzw. Germanen) stehen. Die früheste bekannte Quelle für die spezifisch italienische Lautform von „theodiscus“ ist das 978 verfasste Chronicon Salernitanum, in dem der Satz „…lingua todesco, quod olim Langobardi loquebantur“ („die germanische Sprache, die die Langobarden einst sprachen“) zu finden ist.
Im 11. Jahrhundert ist Norditalien eine der ersten Regionen, in denen „theodisca“ neben der sprachbezogenen Bedeutung auch eine erweiterte Dimension von „Volksgruppe“ oder „Menschengruppe“ annimmt. Ob sich diese zusätzliche Bedeutung von Italien aus über die Alpen verbreitet hat oder ob es sich um eine spätere, grundsätzlich jedoch parallele Entwicklung handelt, bleibt unklar.

#### Im Französischen (thiois, tudesque)
Historisch wurde „thiois“ von den nördlichen Bevölkerungen der Langues d’oïl-Region verwendet, um die verschiedenen germanischen Dialekte der benachbarten Bevölkerungen zu bezeichnen. Im Nordosten Frankreichs wird „thiois“ manchmal verwendet, um die Sprecher des Lothringischen zu bezeichnen. Im französischsprachigen Belgien wird „thiois“ als Alternativbezeichnung für niederländischsprachige Personen verwendet. Unabhängig vom regionalen Sprachgebrauch wird „thioise“ in der französischen historischen Linguistik auch als Sammelbegriff für das Alt- und Mittelniederländische verwendet. Darüber hinaus dient es als französische Übersetzung des niederländischen „diets“ sowohl in seinem historischen als auch neueren (großniederländischen) Kontext.
Das Wort „tudesque“ ist ein Dublette von „thiois“ (beide abgeleitet von „theodiscus“), jedoch italienischen Ursprungs. Seine Verwendung beschränkt sich auf die gehobenen Sprache des Mittelalters, in dem seine Bedeutung mit dem frühmittelalterlichen „theodiscus“ identisch war.